# Nostra Senyora de París

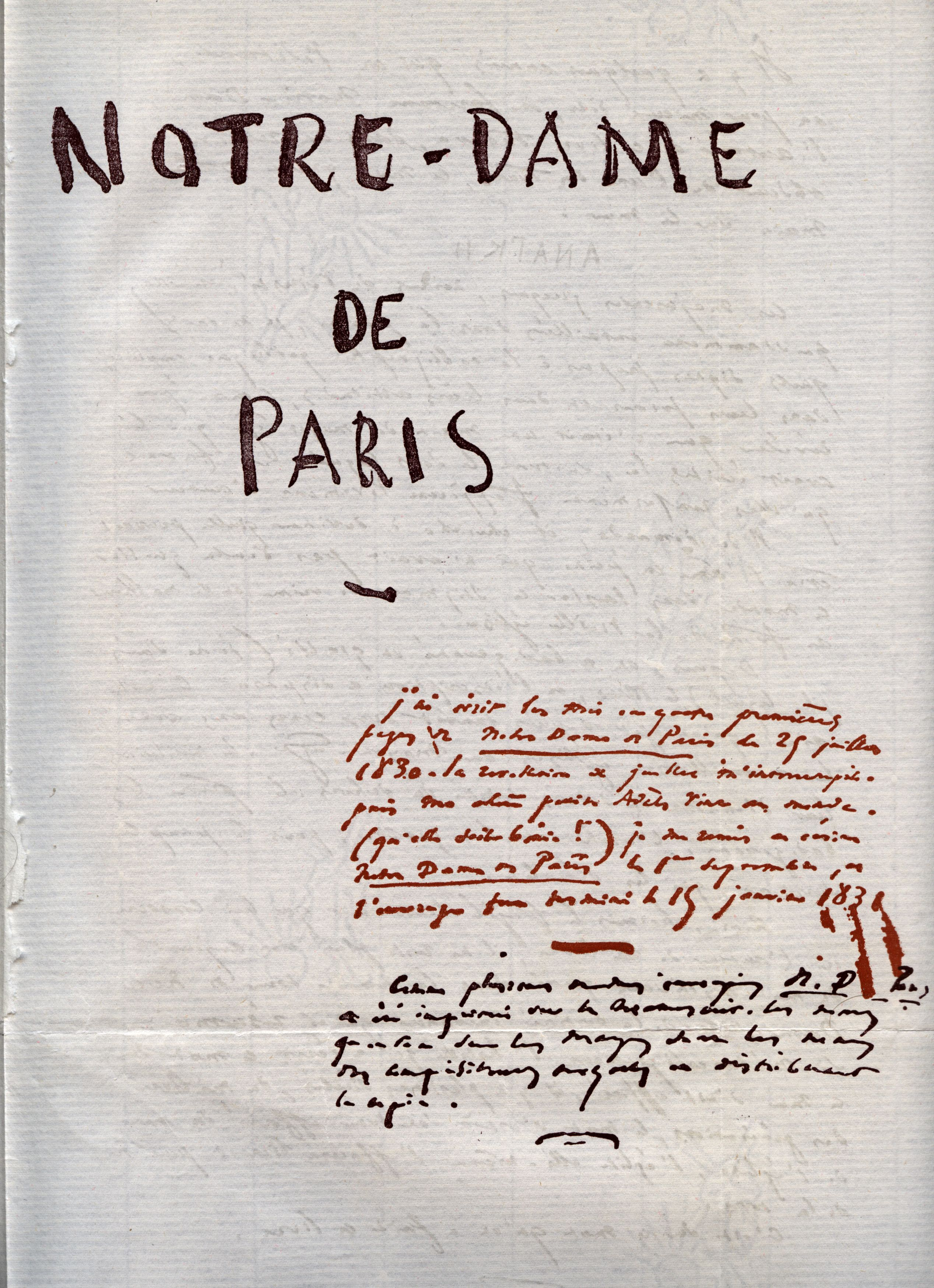
Primera plana del manuscrit de Notre-Dame de Paris

Nostra Senyora de París - originalment en francès Notre-Dame de Paris - és una novel·la de Victor Hugo publicada el 1831. També pren el nom de El geperut de Nôtre Dame, pel seu protagonista, que viu a l'església de Notre-Dame de París. L'èxit del llibre ha propiciat diverses adaptacions al teatre i al cinema i al·lusions en autors posteriors.

## Argument
Frollo s'encarrega de l'església de Nostra Senyora amb l'ajuda del campaner Quasimodo, un geperut sord-mut a qui ha adoptat. Un dia veu ballar Esmeralda, d'una tribu de gitanos, i se n'enamora perdudament. Mana al seu protegit que la segresti, però el capità Febus ho evita i Quasimodo és arrestat. Mentre el geperut està patint el càstig públic i sent com la multitud l'increpa, s'acosta Esmeralda per donar-li aigua i animar-lo. Ell queda enamorat de la compassió de la jove.
Frollo planeja matar Febus per gelosia i ho munta de tal manera que sembla que sigui Esmeralda la culpable. La justícia la vol condemnar a l'execució a la forca, però Quasimodo s'hi acosta i la rescata, portant-la a dins de l'església que, en ser terreny sagrat, no permet que entrin a buscar-la els guàrdies. Allà dins Frollo vol fer-la seva i com que ella s'hi nega, l'entrega a la justícia malgrat els precs de la mare d'Esmeralda, que retroba la seva filla després d'anys de separació. Quasimodo, furiós per la traïció, mata Frollo fent-lo caure des de dalt del campanar i busca el cadàver de la seva estimada per plorar-lo com es mereix.

## Temes
La novel·la conté diversos temes propis del romanticisme. En primer lloc Quasimodo és una figura marginal però extremadament positiva, igual que la gitana, fruit de la fascinació dels romàntics per allò exòtic i situat als marges de la societat burgesa. L'amor com a motor de les accions (un amor no correspost, impossible), els elements de fulletó com la trobada amb la mare i el final tràgic són també típicament romàntics.
El llibre explora l'oposició entre el bé i el mal, la bellesa física i la lletjor (amb una parella principal semblant a la Bella i la Bèstia), els espais oberts (París) i tancats (l'església) i l'amor pur (Quasimodo) i el merament carnal (Frollo). Aquests antagonismes estructuren la novel·la, que denuncia la injustícia de les forces de l'ordre, les quals massa sovint persegueixen els pobres i no els autèntics instigadors dels crims, impedint la felicitat dels protagonistes.

## Estil
L'ambient de l'obra és crepuscular i gairebé totes les escenes d'importància se situen tenint la catedral de Notre Dame com a eix principal (d'aquí que el seu nom sigui el títol original). Aquesta elecció no és causal, ja que l'església personifica l'estil gòtic i l'atmosfera que hi associaven els romàntics: una època fosca, amb la religió dominant un panorama amb presència d'elements misteriosos i grans passions. Els episodis s'encadenen com escenes de teatre, fet que reflecteix el vessant d'Hugo com a dramaturg, que passen tots a un sol escenari, que esdevé alhora decorat i personatge.
El llibre té una prosa detallada, amb descripcions d'indrets i personatges i abundant ús del monòleg interior indirecte i un narrador omniscient per reflectir els pensaments i sentiments dels personatges, una tècnica molt emprada durant el segle xix. D'aquest segle és propi també el costumisme que apareix a la novel·la en la descripció de tipus socials, especialment del poble.